# Radioåret 1924

## Händelser

### Januari
- 15 januari - Världens första radioteater, Danger av Richard Hughes, sänds av BBC från studion i London.[1]

### Februari
- 19 februari - Den första väderrapporten i rundradio i Sverige sänds [2].

### Mars
- 21 mars - AB Radiotjänst bildas formellt, men någon sändningspremiär för företaget fanns ännu inte i sikte.

### April
- 1 april -  Första numret av månadstidningen Radio-amatören ges ut i Göteborg.
- 30 april - Sveriges riksdag antar en svensk radiolag, som ger staten rätt att besluta vem som får göra radioutsändningar och hur dessa skall finansieras [3]. Lagen kallas "lag om elektriska anläggningar för trådlös telegrafering och telefoni [4]. Härvid bildas AB Radiotjänst (sedermera Sveriges Radio), som får monopol på rundradiosändningar. TT får monopol på nyhetsförmedling i radio. Svenska staten utfärdar regler för sändningarnas innehåll i sändningarna, men ansvarar inte för programverksamheten. Staten tar också hand om sändaranläggningar och distributionen till lyssnarna. Verksamheten finansieras av mottagarlicenser.

### December
- 5 december - En svensk radioamatör lyckas få förbindelse med en kanadensisk och senare också med en amerikansk.

### Okänt datum
- Flera svenska privat och föreningsdrivna rundradiostationer börjar sända, bland annat i augusti Falun, 21 mars Borås, och Jönköping.[5]
- BBC börjar sända skolradio.
- Hösten: Efter långa diskussioner om formerna för ägandet beslutade regeringen att företaget Radiotjänst, som ägdes av pressen och radioindustrin, skulle få tillstånd att driva licensfinansierad rundradio i Sverige.

## Radioprogram
- 24 februari - För första gången sänds ett barnprogram i svensk radio, som en del av Svenska Radioaktiebolaget och Telegrafstyrelsens försöksändningar.[6]
- 5 mars - TT börjar sända nyheter i svensk radio.[7] - Premiär för TT
- 28 september - Reguljära radiosändningar i Sverige startar i Sveriges huvudstad Stockholm. Det sker på privat initiativ genom en radioklubb som finansierar sina sändningar med reklaminslag.

### Fotnoter
1. ↑  The Stage - Mining the seams of radio history
2. ↑  John Pohlmans blogg 6 juni 2010 - SMHA-SMHI Arkiverad 15 december 2010 hämtat från the Wayback Machine.
3. ↑  Hundra år i Sverige - 1924, Hans Dahlberg, Albert Bonniers, 1999
4. ↑  Sverige 1900-talet – 1924, NE, Bra Böcker, 2000
5. ↑  Stig Hadenius, Kampen om monopolet, sid 14, Prisma, ISBN 91-518-3431-6
6. ↑  Stig Hadenius, Kampen om monopolet, sid 25, Prisma, ISBN 91-518-3431-6
7. ↑  T F Winqvist, En skrift om TT och dess föregångare, TT:s förlag 1961